# Las hijas de la señora García
Las hijas de la señora García est une telenovela mexicaine produite par Televisa et diffusée entre le 11 novembre 2024 et le 2 mars 2025 sur Las Estrellas,.
En France, elle sera bientôt diffusée sur Novelas TV.

## Synopsis
Ofelia García (María Sorté) est prête à tout pour sortir sa famille de la pauvreté. L’un des moyens d’y parvenir est de gagner en notoriété grâce à sa fille cadette, Mar (Ela Velden), qu’Ofelia emmène à différentes auditions, lui inculquant l’idée que la beauté est la clé du succès. À l’inverse, sa fille aînée, Valeria (Oka Giner), croit au travail acharné, ce qui provoque des conflits avec sa mère.
Lorsque la famille Portilla, détentrice d’une grande fortune, annonce la recherche d’un nouveau visage pour représenter sa marque de sport, Ofelia y voit une opportunité d’atteindre son objectif, peu importe les personnes qu’elle devra écarter de son chemin.

## Fiche technique
- Titre original : Las hijas de la señora García
- Titre français :
- Création : José Alberto Castro et Vanesa Varela d'après Mme Fazilet et ses filles
- Réalisation : Salvador Garcini et Fez Noriega
- Scénario : Patricio Saiz, Ricardo Avilés, María Chávez, Fabiola López Neri et Claudia Manzano
  - Développement : Sandra Cortés, David Romero, Juan José Ramírez, Alejandro Arámbula, Alba Gabriela Lara, Andrea Islas et Daniela Linares
- Musique : Armando López Pérez, Carlos Garibay Galicia et Francisco Cadenas Jaimes
- Production : Ernesto Hernández et Fausto Sáinz
  - Production exécutive : José Alberto Castro
- Société de production : Televisa
- Société de distribution : Televisa Internacional
- Pays :  Mexique
- Langue : espagnol
- Format : Couleur - HDTV 1080i - 16/9 - Son stéréophonique
- Genre : telenovela
- Durée : 60 minutes
- Dates de première diffusion :
  - Mexique : 11 novembre 2024 sur Las Estrellas
  - France :  sur Novelas TV

## Distribution
- María Sorté : Ofelia García
- Guillermo García Cantú : Luis Portilla
- Ela Velden : Mar García
- Oka Giner : Valeria García
- Brandon Peniche : Arturo Portilla
- Juan Diego Covarrubias : Leonardo Portilla
- Emmanuel Palomares : Nicolás Portilla
- Monica Dionne : Graciela Portilla
- Geraldine Bazán : Paula Escalante
- Álex Perea : Juan Chávez
- Luis Gatica : Jacinto Chávez
- Roxana Castellanos : Susana Guzmán
- Macarena Miguel : Camila Portilla
- Alejandra Jurado : Amparo
- Claudia Bouza : Priscila Góngora
- Nuria Bages : Rocío Lara
- Laura Flores : Cecilia Borbón
- Arlette Pacheco : Gloria González
- Sian Chiong : Mateo
- Daniela Martínez : Michelle
- Sian Chiong : Mateo Jiménez
- Yadhira Carrillo : Carolina Guillén

## Production

### Développement
En mai 2024, il a été annoncé que José Alberto Castro produirait une télénovela intitulée Señora. En juillet 2024, il a été annoncé que la télénovela serait un remake de la série télévisée turque de 2017 Mme Fazilet et ses filles. Le tournage a commencé le 5 août 2024 avec Las hijas de la señora García confirmé comme titre de la télénovela.

### Casting
Le 3 juillet 2024, María Sorté a été annoncée dans le rôle principal avec Juan Diego Covarrubias dans le rôle principal,. Une semaine plus tard, Oka Giner, Ela Velden, Brandon Peniche, Álex Perea, Emmanuel Palomares, Guillermo García Cantú et Geraldine Bazán ont été choisis pour les rôles principaux. Des membres supplémentaires du casting ont été annoncés le 5 août 2024.

## Diffusion
- Las Estrellas (2024-2025)
- Univision (2025)
- SBT (2025)
- Novelas TV (2025-2026)

## Autres versions
- Mme Fazilet et ses filles (2017-2018)